# Phot
Phot is een verouderde eenheid voor lichtsterkte. Het eenheidssymbool is ph.
1 ph := 104 lx
Phot is geen SI-eenheid. Officieel gebruik is niet toegestaan.